# Kabinett Kappeyne van de Coppello
Das Kabinett Kappeyne van de Coppello war das sechzehnte Kabinett der Niederlande. Es bestand vom 3. November 1877 bis zum 20. August 1879.

## Zusammensetzung
| Amt                    | Amtsinhaber | Bemerkungen                                                    |
| ---------------------- | --- | -------------------------------------------------------------- |
| Premierminister        | Joannes Kappeyne van de Coppello                                                                                            |                                                                |
| Auswärtiges            | Willem van Heeckeren van Kell                                                                                               |                                                                |
| Justiz                 | Hendrik Jan Smidt |                                                                |
| Inneres                | Joannes Kappeyne van de Coppello                                                                                            |                                                                |
| Finanzen               | Johan George Gleichman |                                                                |
| Krieg                  | Jan Karel Hendrik de Roo van Alderwerelt Hendrikus Octavius Wichers (komm.) Jacobus Catharinus Cornelis den Beer Poortugael | bis 29. Dezember 1878 bis 15. Februar 1879 ab 15. Februar 1879 |
| Marine                 | Hendrikus Octavius Wichers                                                                                                  |                                                                |
| Verkehr und Wirtschaft | Johannes Pieter Roetert Tak van Poortvliet                                                                                  |                                                                |
| Kolonien               | Pieter Philip van Bosse Hendrikus Octavius Wichers (komm.) Otto van Rees                                                    | bis 21. Februar 1879 bis 12. März 1879 ab 12. März 1879        |